# Actaea biternata
Actaea biternata är en ranunkelväxtart som beskrevs av Karl Anton Eugen Prantl. Actaea biternata ingår i släktet trolldruvor, och familjen ranunkelväxter. Inga underarter finns listade i Catalogue of Life.